# Polaveno
Polaveno är en ort och kommun i provinsen Brescia i regionen Lombardiet i Italien. Kommunen hade 2 510 invånare (2018).